# Râul Dizdit
Râul Dizdit sau Râul Ghișghit este un afluent al râului Arieșul Mare. Cursul superior al râului mai este numit și Râul Iarba Rea.

## Hărți
- Harta județul Alba
- Harta munții Apuseni
- Harta munții Bihor-Vlădeasa  Arhivat în 9 iunie 2008, la Wayback Machine.